# パーシー (きかんしゃトーマス)
パーシー（英語: Percy the Small Engine）は、イギリスの幼児向け絵本『汽車のえほん』、またその映像化作品『きかんしゃトーマス』に登場する小型のタンク式蒸気機関車（タンク機関車）。

## 概要
ウィルバート・オードリー原作の絵本『汽車のえほん』とその映像化作品『きかんしゃトーマスとなかまたち』に登場する小型タンク機関車。色は黄緑。車体番号は6。一人称は「僕」、二人称は「君」。映像化作品においてはレギュラーの立ち位置にあり、トーマスの親友という設定である。
水タンクはトーマスのようなサイドタンクではなく、サドルタンクだが、サドルタンクがボイラー部の下部に回り込んでボイラー部全体を包み込んでおり、実在しない車両デザインになっている。

## 性格
頑張り屋だが、いたずら好きでおっちょこちょいである。怖がりで幽霊などを苦手とする。幼い性格でありボディが小柄なため仲間からからかわれることが多く、知らない言葉や知識が多いため「○○ってどんな意味？」と仲間に聞いたり、単語の聞き間違いをする場面がテレビシリーズ（TV版）では頻繁に見られる。
貨車の扱いに関する知識も浅いため、他の機関車に比べて貨車にいたずらされることが多く、事故や脱線の被害も比較的多い。ボディーが汚れることを他の機関車にからかわれたり、バカにされることも多い。

## モデル
『汽車のえほん』では、パーシー初登場巻の挿絵を担当した画家レジナルド・ダルビーがパーシーを実在しないでたらめな車両デザインで描き、実物思考である作者ウィルバート・オードリーの悩みの種となっていた。ダルビーは後の作品でグレート・ウェスタン鉄道 (GWR) の「クラス1340」をモデルにパーシーを描いたが、実車と異なり、サドルタンクがボイラー部の下部に回り込んでボイラー部全体を包み込む、機関車として正しくない形状となっており、第11巻『ちびっこ機関車パーシー』のパーシーの挿絵を見たウィルバートが「まるで芋虫のようだ」と発言したことにより激怒したダルビーは、『汽車のえほん』の挿絵担当を降板することとなった。
このダルビーのデザインは、ジョン・ケニーが挿絵を担当した際にもある程度引き継がれた。そして、ガンバ&ピーター・エドワーズに担当の挿絵画家が交代してから、ようやく「エイボンサイド・クラスSS」をモデルにしたデザインに描き直された。これはイギリスの鉄道車両メーカーが4大私鉄向けに作った統一規格機関車の一種である。
なおウィルバートが挿絵の参考や展示を目的として使用したパーシーのOOゲージ模型は2台存在し、どちらも既製品が基となっている。ただし初代はタンクに覆われた煙室部分が剥き出されたり2代目はサイドタンクからサドルタンクへと取り換えられたりと、どちらもキャラクターに近づけるため大幅な改造が施された。またタンクの赤縞が挿絵では4本あることに対し、模型は2台とも3本となっている。

## 運用
パーシーは1900年代初め頃に、エイボンサイド・エンジンによって製造された。その後、ハンスレット機関車工場の部品を使用して、石炭入れが後部に付いた今の姿に改造され、そのまま機関車工場に売られる。1925年から1935年までの期間に、トーマスが支線に転じたことで、ティドマス駅の入れ換えをゴードンらがしなくてはならなくなったことによりストライキが発生した際、トップハム・ハット卿によって機関車工場から購入され、ソドー島へやってきた。名前はハット卿が命名した。当初はティドマス駅の客車・貨車の構内入れ替えを主な任務としていたが、取扱量の急増で小出力のパーシーは任を解かれる。現在は主にトーマスの支線における貨物担当となったほか、児童専用列車・夜行郵便列車・ミルク集荷列車の牽引など小編成の運行を中心に、貨車の入換え支援もこなしている。TV版がCG化されてからは郵便列車が主な仕事になっている。

## TV版での扱い
作品では最年少設定のキャラクターであり、子どもの共感も得やすいことから『きかんしゃトーマス』の登場キャラクターとしては人気が高く、日本では京阪電車が2013年に実施した『きかんしゃトーマス』の好きなキャラクター投票企画で、1位に輝いたことからも人気が窺える。
これらの要因によりTV版では主役回も多く、長編でもいくつか主役作品が作られた（『きかんしゃトーマス ディーゼル10の逆襲』、『きかんしゃトーマス 勇者とソドー島の怪物』）。

## 日本のイベントにおける運用
イギリスで実際の蒸気機関車に『きかんしゃトーマス』のキャラクターのデザインを施し運行するイベント「Day out with Thomas」では、実際に運用されている機関車に緑色の塗装を塗り、顔の面を付けたパーシーデザインの蒸気機関車が運行されている。日本でもこのイベントが静岡県大井川鐵道にて定期的に開催されており、2015年より千頭駅構内の静態保存として、C12形208号機をパーシーデザインにしたものが展示される。
その他、『きかんしゃトーマス』の舞台ミュージカルが国内外含み3作品制作されているが、パーシーは全作品で登場している。

## 声優

### 模型・3DCGアニメシリーズ
- 英国版 - リンダ・バランタイン（長編第1作）→キース・ウィッカム（長編第4作 - 第18期、長編第11作）→ナイジェル・ピルキントン（第19 - 24期）[注釈 5]→ロブ・ラックストロー（長編第17作）
- 北米版 - リンダ・バランタイン（長編第1作）→マーティン・シャーマン（長編第4作 - 第18期）→クリストファー・ラグランド（第19 - 24期）→ロブ・ラックストロー（長編第17作）
- 日本版 - 中島千里（第1 - 8期）→神代知衣（長編第2 - 17作）

### 2Dアニメシリーズ
- 英国版 - アンリ・チャールズ（ - 第2期、The Great Bubbly Build）→オリバー・ミルチャ―ド（第3期 - ）
- 北米版 - チャーリー・ゼルツァー
- 日本版 - 越乃奏